# Premi Emmy 2014

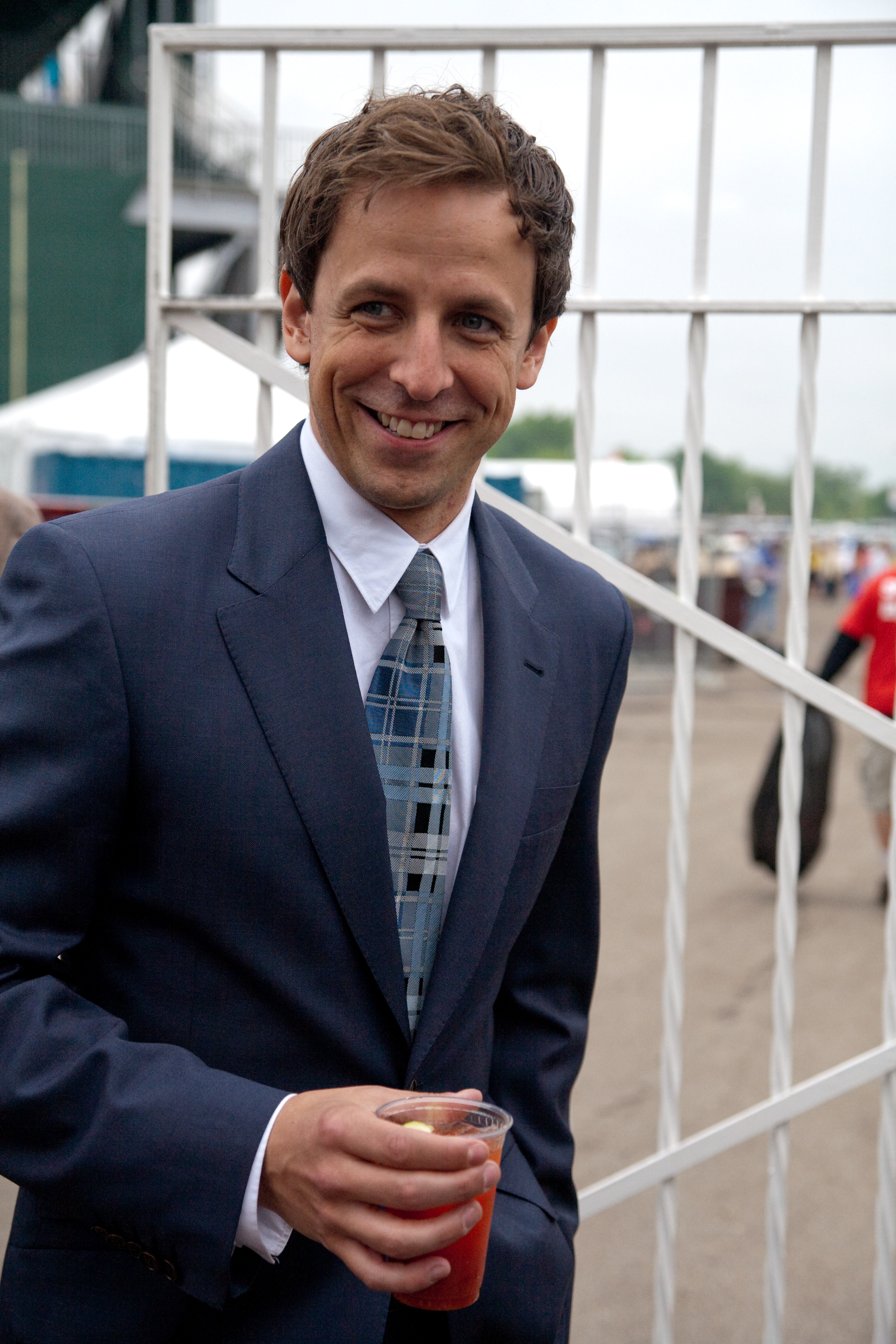
Seth Meyers ha presentato la 66ª edizione dei Primetime Emmy Awards

La cerimonia della 66ª edizione dei Primetime Emmy Awards (66th Primetime Emmy Awards) si è tenuta  al Nokia Theatre di Hollywood, a Los Angeles, il 25 agosto 2014. La cerimonia è stata presentata da Seth Meyers e trasmessa in diretta televisiva dal network NBC.
Le candidature erano state annunciate il 10 luglio 2014 da Mindy Kaling e Carson Daly, insieme al CEO dell'Academy Bruce Rosenblum, al Leonard H. Goldenson Theatre di North Hollywood, a Los Angeles.
In Italia è andata in onda su Rai 4 e Rai Radio 2 con il commento di Gene Gnocchi, Joe Violanti e Andrea Fornasiero.
La 35ª edizione dei News & Documentary Emmy Awards si è celebrata il 30 settembre 2014, mentre il 6 maggio 2014 si è tenuta anche la 35ª edizione degli Sports Emmy Awards; entrambe le cerimonie sono ospitate dal Jazz at Lincoln Center di New York.

## Cerimonia
L'edizione del 2014 dei Primetime Emmy Awards, contrassegnata da alcune novità, è stata celebrata al Nokia Theatre di Hollywood il 25 agosto 2014. La data della cerimonia principale rappresenta un cambiamento; i premi non venivano infatti assegnati di lunedì dalla 28ª edizione, celebrata nel mese di maggio del 1976. Lo spostamento del giorno, tradizionalmente una domenica di agosto o settembre, fu deciso per evitare la possibilità di sovrapposizioni con partite pre-stagionali dell'NFL, anch'esse trasmesse dalla NBC, o con altre cerimonie dello show-business, quali gli MTV Video Music Award.
Per quanto riguarda le categorie di premi, tra i maggiori cambiamenti i migliori film per la televisione e le migliori miniserie non sono indicate in un'unica categoria ma in due apposite dedicate; allo stesso modo sono state divise anche le categorie per i migliori reality, distinguendo tra programmi strutturati e non, e per i migliori doppiatori, distinguendo tra i doppiatori di personaggi e i narratori.
Gli artisti saliti sul palcoscenico per annunciare i vincitori, in ordine di apparizione, furono:
- Amy Poehler
- Zooey Deschanel e Allison Williams
- Jimmy Kimmel
- Hayden Panettiere e Uzo Aduba
- Bryan Cranston e Julia Louis-Dreyfus
- Jimmy Fallon
- Mindy Kaling e John Mulaney
- Allison Janney e Octavia Spencer
- Stephen Colbert
- Scott Bakula e Kate Walsh
- Woody Harrelson e Matthew McConaughey
- Liev Schreiber e Kerry Washington
- Lena Headey
- Julianna Margulies
- Ricky Gervais
- Chris Hardwick, preceduto da un duetto di Keegan-Michael Key e Jordan Peele
- Gwen Stefani e Adam Levine
- Lucy Liu, preceduta da un intervento del CEO dell'Academy Bruce Rosenblum e Sofía Vergara
- Debra Messing e Jim Parsons
- Joe Morton, introdotto da Katherine Heigl
- Viola Davis
- Julia Roberts
- Jay Leno, annunciatore del premio alla miglior serie commedia
- Halle Berry, annunciatrice del premio alla miglior serie drammatica

Durante la cerimonia Billy Eichner ha proposto uno sketch adattato dal suo game show comico Billy on the Street, mentre "Weird Al" Yankovic, con Andy Samberg, è stato protagonista di alcune parodie delle sigle di popolari serie televisive. Billy Crystal invece ha ricordato Robin Williams, deceduto due settimane prima, mentre durante il segmento In Memoriam ha eseguito un pezzo l'artista Sara Bareilles.
Durante la settimana precedente la cerimonia, a scopo promozionale, era stato diffuso online uno sketch dal titolo Barely Legal Pawn, una sorta di parodia dei reality sui negozi di pegni, in cui Julia Louis-Dreyfus prova a vendere uno dei suoi Emmy ai gestori del locale, interpretati da Bryan Cranston e Aaron Paul, con varie allusioni all'universo di Breaking Bad.
Breaking Bad, con la sua stagione finale, fu riconosciuta per il secondo anno consecutivo miglior serie drammatica, mentre Modern Family risultò per il quinto anno consecutivo miglior serie commedia, eguagliando così il record di premi consecutivi in tale categoria già detenuto da Frasier. Sherlock: L'ultimo giuramento, giudicato miglior film per la televisione, è stato anche il programma televisivo più premiato, con sette statuette, seguito da Breaking Bad, con sei statuette, Saturday Night Live e True Detective, con cinque premi.
L'attrice Allison Janney ha vinto due premi, sia come attrice non protagonista in Mom che come guest star in Masters of Sex, mentre Jim Parsons, al suo quarto premio come protagonista in una serie commedia, ha eguagliato il maggior numero di premi vinti in tale categoria, in cui avevano già trionfato quattro volte Carroll O'Connor, Michael J. Fox e Kelsey Grammer; Jon Hamm, invece, alla sua settima candidatura, è divenuto l'attore più nominato nella categoria miglior attore in una serie drammatica senza mai vincere un premio.
Per quanto riguarda le candidature, annunciate il 10 luglio 2014, Il Trono di Spade, con 19 candidature, era stato il programma più nominato, seguito da Fargo e American Horror Story: Coven, rispettivamente con 18 e 17 candidature. The Normal Heart e Modern Family erano stati rispettivamente il film e la sitcom più nominate. Tre degli attori ad ottenere una candidatura, Chiwetel Ejiofor, Matthew McConaughey e Julia Roberts, nei mesi precedenti avevano già ottenuto una candidatura ai premi Oscar.
Alcuni analisti statunitensi hanno fatto notare come la grande competitività di alcune categorie, in cui ormai da diversi anni finiscono per lasciare fuori attori e programmi televisivi che meriterebbero una candidatura, suggerirebbe di aumentare il numero di candidati. Tra gli attori di prestigio impropriamente "snobbati" secondo i critici in questa edizione figurano: Tatiana Maslany, Matthew Rhys, Keri Russell, James Spader, Emmy Rossum, Andy Samberg, Charles Dance, Kaitlin Olson e Wendi McLendon-Covey.

## Primetime Emmy Awards
Segue l'elenco delle categorie premiate durante la cerimonia del 25 agosto con i rispettivi candidati. I vincitori sono indicati in cima all'elenco di ciascuna categoria.

### Programmi televisivi

#### Miglior serie drammatica
- Breaking Bad
  - Downton Abbey
  - House of Cards - Gli intrighi del potere (House of Cards)
  - Mad Men
  - Il Trono di Spade (Game of Thrones)
  - True Detective

#### Miglior serie commedia
- Modern Family
  - The Big Bang Theory
  - Louie
  - Orange Is the New Black
  - Silicon Valley
  - Veep - Vicepresidente incompetente (Veep)

#### Miglior miniserie
- Fargo
  - American Horror Story: Coven
  - Bonnie & Clyde
  - Luther
  - Treme
  - The White Queen

#### Miglior film per la televisione
- The Normal Heart
  - Killing Kennedy
  - Muhammad Ali's Greatest Fight
  - Sherlock: L'ultimo giuramento (Sherlock: His Last Vow)
  - The Trip to Bountiful

#### Miglior reality competitivo
- The Amazing Race
  - Dancing with the Stars
  - Project Runway
  - So You Think You Can Dance
  - Top Chef
  - The Voice

#### Miglior varietà
- The Colbert Report
  - The Daily Show with Jon Stewart
  - Jimmy Kimmel Live!
  - Real Time with Bill Maher
  - Saturday Night Live
  - The Tonight Show Starring Jimmy Fallon

### Recitazione

#### Miglior attore protagonista in una serie drammatica

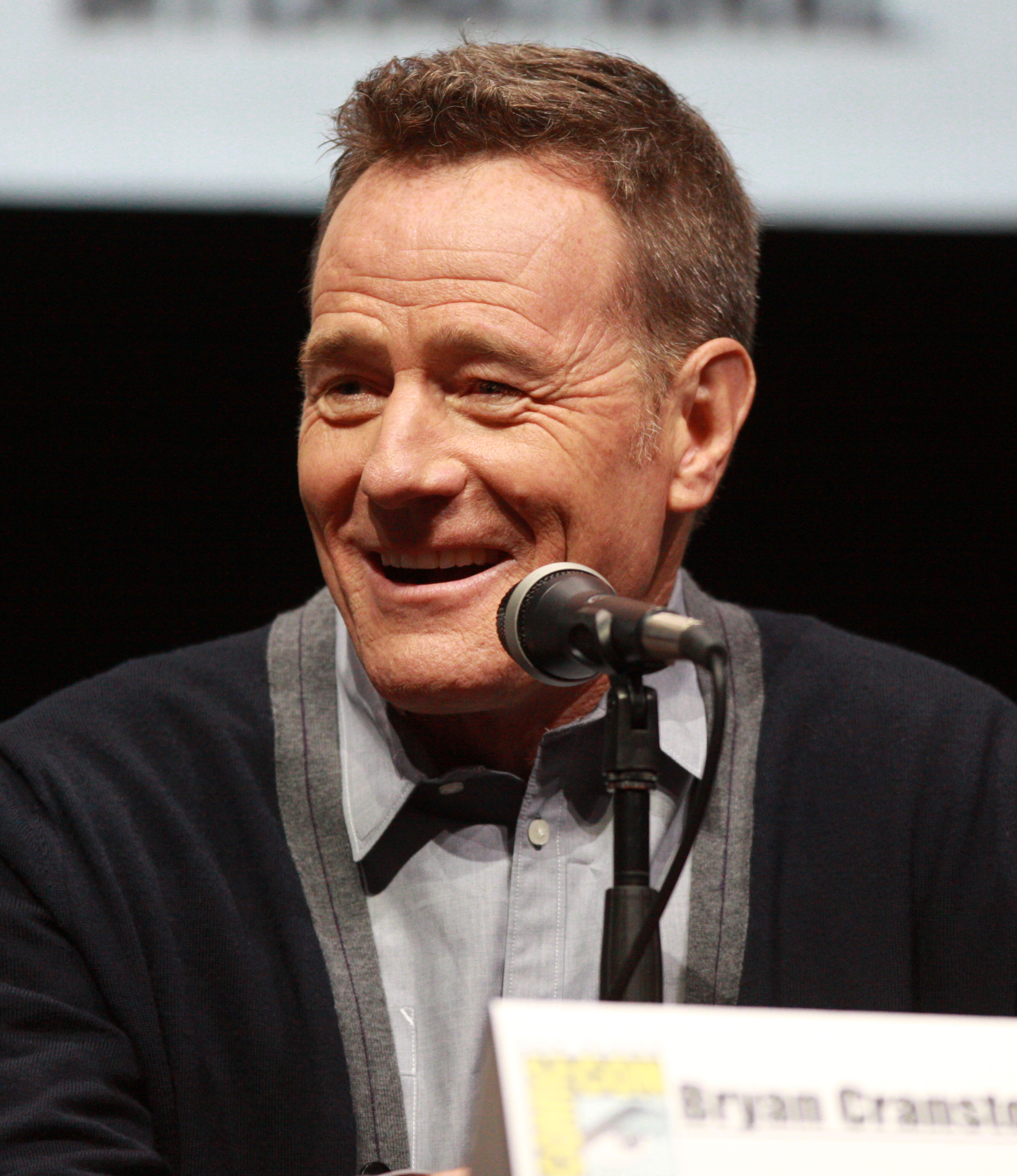
Bryan Cranston ha vinto per la quarta volta il premio al miglior attore in una serie drammatica

- Bryan Cranston, per aver interpretato Walter White in Breaking Bad
  - Jeff Daniels, per aver interpretato Will McAvoy in The Newsroom
  - Jon Hamm, per aver interpretato Don Draper in Mad Men
  - Woody Harrelson, per aver interpretato Martin Hart in True Detective
  - Matthew McConaughey, per aver interpretato Rust Cohle in True Detective
  - Kevin Spacey, per aver interpretato Frank Underwood in House of Cards - Gli intrighi del potere

#### Miglior attrice protagonista in una serie drammatica
- Julianna Margulies, per aver interpretato Alicia Florrick in The Good Wife
  - Lizzy Caplan, per aver interpretato Virginia Johnson in Masters of Sex
  - Claire Danes, per aver interpretato Carrie Mathison in Homeland - Caccia alla spia
  - Michelle Dockery, per aver interpretato Lady Mary Crawley in Downton Abbey
  - Kerry Washington, per aver interpretato Olivia Pope in Scandal
  - Robin Wright, per aver interpretato Claire Underwood in House of Cards - Gli intrighi del potere

#### Miglior attore protagonista in una serie commedia
- Jim Parsons, per aver interpretato Sheldon Cooper in The Big Bang Theory
  - Louis C.K., per aver interpretato se stesso in Louie
  - Don Cheadle, per aver interpretato Marty Kaan in House of Lies
  - Ricky Gervais, per aver interpretato Derek in Derek
  - Matt LeBlanc, per aver interpretato se stesso in Episodes
  - William H. Macy, per aver interpretato Frank Gallagher in Shameless

#### Miglior attrice protagonista in una serie commedia

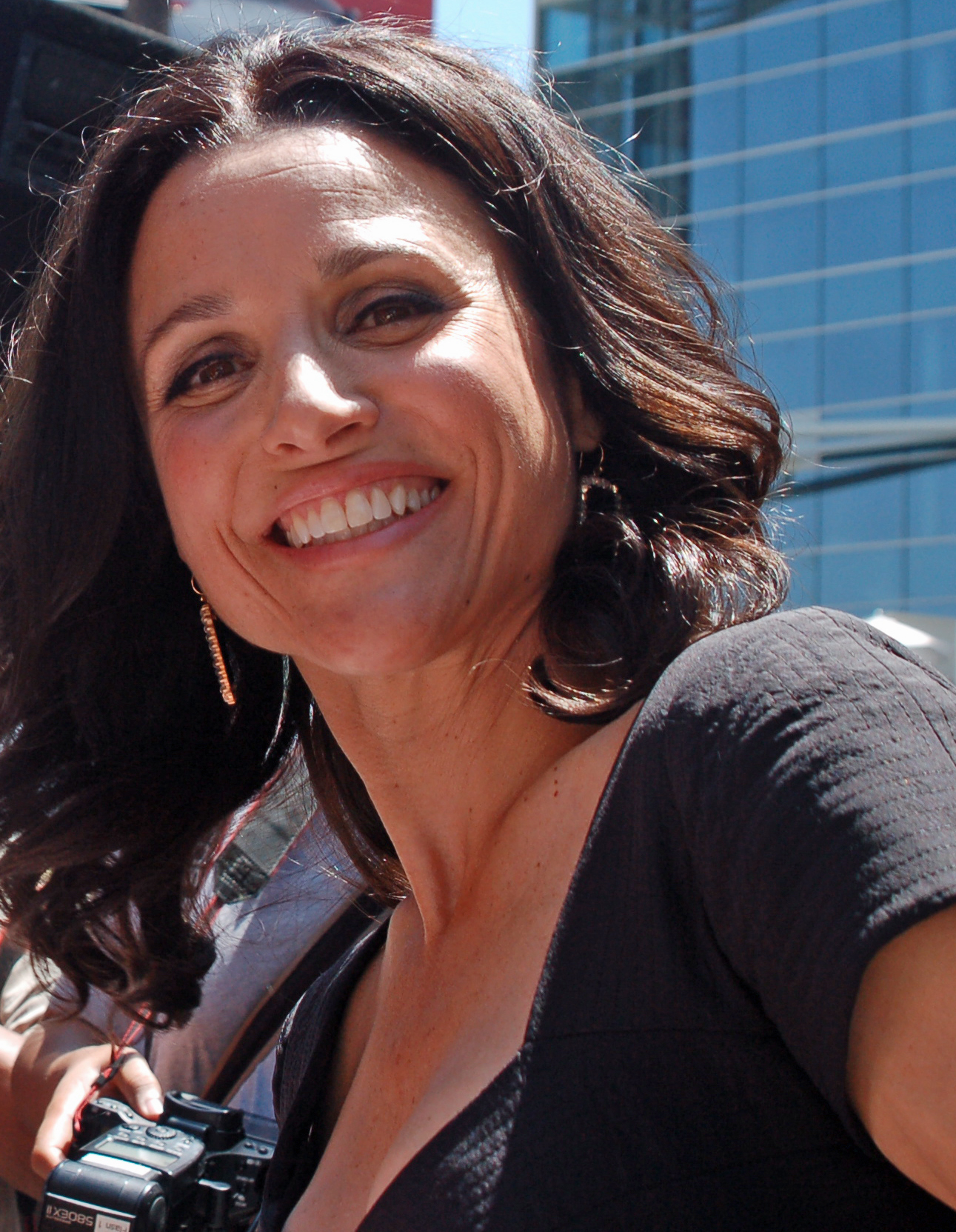
Julia Louis-Dreyfus ha vinto il suo quinto premio Emmy

- Julia Louis-Dreyfus, per aver interpretato Selina Meyer in Veep - Vicepresidente incompetente
  - Lena Dunham, per aver interpretato Hannah Horvath in Girls
  - Edie Falco, per aver interpretato Jackie Peyton in Nurse Jackie - Terapia d'urto
  - Melissa McCarthy, per aver interpretato Molly Flynn in Mike & Molly
  - Amy Poehler, per aver interpretato Leslie Knope in Parks and Recreation
  - Taylor Schilling, per aver interpretato Piper Chapman in Orange Is the New Black

#### Miglior attore protagonista in una miniserie o film
- Benedict Cumberbatch, per aver interpretato Sherlock Holmes in Sherlock: L'ultimo giuramento
  - Idris Elba, per aver interpretato John Luther in Luther
  - Chiwetel Ejiofor, per aver interpretato Louis Lester in Dancing on the Edge
  - Martin Freeman, per aver interpretato Lester Nygaard in Fargo
  - Mark Ruffalo, per aver interpretato Ned Weeks in The Normal Heart
  - Billy Bob Thornton, per aver interpretato Lorne Malvo in Fargo

#### Miglior attrice protagonista in una miniserie o film
- Jessica Lange, per aver interpretato Fiona Goode in American Horror Story: Coven
  - Helena Bonham Carter, per aver interpretato Elizabeth Taylor in Burton and Taylor
  - Minnie Driver, per aver interpretato Maggie Royal in Return to Zero
  - Sarah Paulson, per aver interpretato Cordelia Goode Foxx in American Horror Story: Coven
  - Cicely Tyson, per aver interpretato Carrie Watts in The Trip to Bountiful
  - Kristen Wiig, per aver interpretato Cynthia Morehouse in The Spoils of Babylon

#### Miglior attore non protagonista in una serie drammatica
- Aaron Paul, per aver interpretato Jesse Pinkman in Breaking Bad
  - Jim Carter, per aver interpretato Mr. Carson in Downton Abbey
  - Josh Charles, per aver interpretato Will Gardner in The Good Wife
  - Peter Dinklage, per aver interpretato Tyrion Lannister ne Il Trono di Spade
  - Mandy Patinkin, per aver interpretato Saul Berenson in Homeland - Caccia alla spia
  - Jon Voight, per aver interpretato Mickey Donovan in Ray Donovan

#### Miglior attrice non protagonista in una serie drammatica
- Anna Gunn, per aver interpretato Skyler White in Breaking Bad
  - Christine Baranski, per aver interpretato Diane Lockhart in The Good Wife
  - Joanne Froggatt, per aver interpretato Anna Bates in Downton Abbey
  - Lena Headey, per aver interpretato Cersei Lannister ne Il Trono di Spade
  - Christina Hendricks, per aver interpretato Joan Harris in Mad Men
  - Maggie Smith, per aver interpretato Violet Crawley in Downton Abbey

#### Miglior attore non protagonista in una serie commedia
- Ty Burrell, per aver interpretato Phil Dunphy in Modern Family
  - Fred Armisen, per aver interpretato vari personaggi in Portlandia
  - Andre Braugher, per aver interpretato il capitano Ray Holt in Brooklyn Nine-Nine
  - Adam Driver, per aver interpretato Adam Sackler in Girls
  - Jesse Tyler Ferguson, per aver interpretato Mitchell Pritchett in Modern Family
  - Tony Hale, per aver interpretato Gary Walsh in Veep

#### Miglior attrice non protagonista in una serie commedia
- Allison Janney, per aver interpretato Bonnie in Mom
  - Mayim Bialik, per aver interpretato Amy Farrah Fowler in The Big Bang Theory
  - Julie Bowen, per aver interpretato Claire Dunphy in Modern Family
  - Anna Chlumsky, per aver interpretato Amy Brookheimer in Veep - Vicepresidente incompetente
  - Kate McKinnon, per aver interpretato vari personaggi al Saturday Night Live
  - Kate Mulgrew, per aver interpretato Galina "Red" Reznikov in Orange Is the New Black

#### Miglior attore non protagonista in una miniserie o film
- Martin Freeman, per aver interpretato John Watson in Sherlock: L'ultimo giuramento
  - Matt Bomer, per aver interpretato Felix Turner in The Normal Heart
  - Colin Hanks, per aver interpretato Gus Grimly in Fargo
  - Joe Mantello, per aver interpretato Mickey Marcus in The Normal Heart
  - Alfred Molina, per aver interpretato Ben Weeks in The Normal Heart
  - Jim Parsons, per aver interpretato Tommy Boatwright in The Normal Heart

#### Miglior attrice non protagonista in una miniserie o film
- Kathy Bates, per aver interpretato Madame Delphine LaLaurie in American Horror Story: Coven
  - Angela Bassett, per aver interpretato Marie Laveau in American Horror Story: Coven
  - Ellen Burstyn, per aver interpretato Olivia in Flowers in the Attic
  - Frances Conroy, per aver interpretato Myrtle Snow in American Horror Story: Coven
  - Julia Roberts, per aver interpretato Emma Brookner in The Normal Heart
  - Allison Tolman, per aver interpretato Molly Solverson in Fargo

### Regia

#### Miglior regia per una serie drammatica

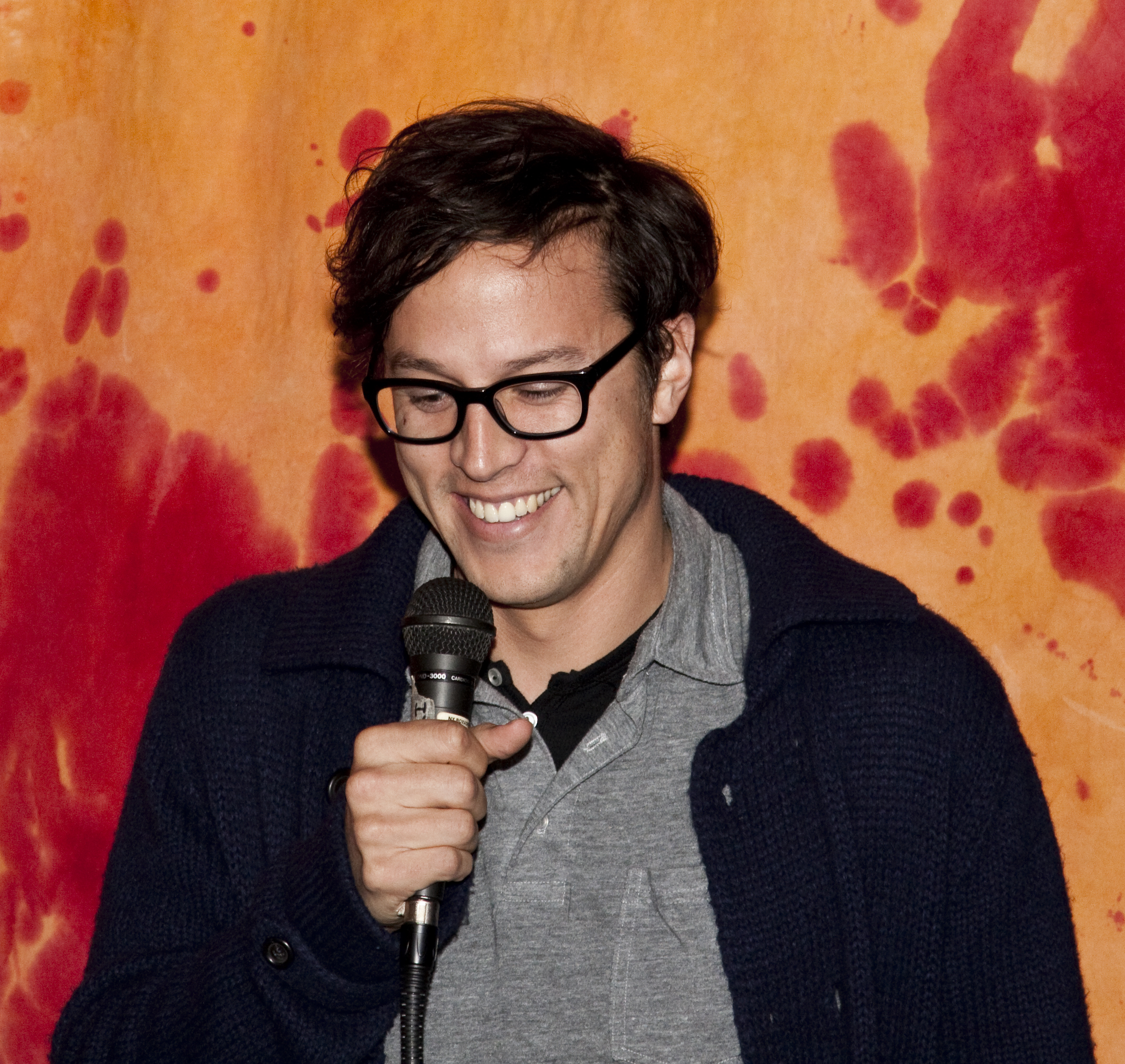
Cary Joji Fukunaga, regista di True Detective

- Cary Joji Fukunaga, per l'episodio Who Goes There di True Detective
  - David Evans, per l'episodio 4x01 di Downton Abbey
  - Carl Franklin, per l'episodio 2x01 di House of Cards - Gli intrighi del potere
  - Vince Gilligan, per l'episodio Felina di Breaking Bad
  - Neil Marshall, per l'episodio Il coraggio di pochi de Il Trono di Spade
  - Tim Van Patten, per l'episodio Farewell Daddy Blues di Boardwalk Empire - L'impero del crimine

#### Miglior regia per una serie commedia
- Gail Mancuso, per l'episodio Las Vegas di Modern Family
  - Paris Barclay, per l'episodio 100 di Glee
  - Louis C.K., per l'episodio Elevator, Part 6 di Louie
  - Jodie Foster, per l'episodio Richiesta lesbo respinta di Orange Is the New Black
  - Mike Judge, per l'episodio Minimum Viable Product di Silicon Valley
  - Iain B. MacDonald, per l'episodio 3x09 di Episodes

#### Miglior regia per un film, miniserie o speciale drammatico
- Colin Bucksey, per l'episodio Buridan's Ass di Fargo
  - Adam Bernstein, per l'episodio The Crocodile's Dilemma di Fargo
  - Stephen Frears, per Muhammad Ali's Greatest Fight
  - Alfonso Gomez-Rejon, per l'episodio Le streghe di New Orleans di American Horror Story: Coven
  - Nick Hurran, per Sherlock: L'ultimo giuramento
  - Ryan Murphy, per The Normal Heart

#### Miglior regia per uno speciale varietà
- Glenn Weiss, per la cerimonia dei Tony Award 2013
  - Gregg Gelfand, per The Beatles: The Night That Changed America
  - Hamish Hamilton, per la cerimonia dei premi Oscar 2014
  - Louis J. Horvitz, per la cerimonia dei Kennedy Center Honors
  - James Lapine, per Six by Sondheim
  - Beth McCarthy Miller e Rob Ashford, per The Sound Of Music Live!

### Sceneggiatura

#### Miglior sceneggiatura per una serie drammatica
- Moira Walley-Beckett, per l'episodio Declino di Breaking Bad
  - David Benioff e D.B. Weiss, per l'episodio I figli della foresta de Il Trono di Spade
  - Vince Gilligan, per l'episodio Felina di Breaking Bad
  - Nic Pizzolatto, per l'episodio The Secret Fate of All Life di True Detective
  - Beau Willimon, per l'episodio 2x01 di House of Cards - Gli intrighi del potere

#### Miglior sceneggiatura per una serie commedia
- Louis C.K., per l'episodio So Did the Fat Lady di Louie
  - Alec Berg, per l'episodio Optimal Tip-to-Tip Efficiency di Silicon Valley
  - Simon Blackwell, Tony Roche e Armando Iannucci, per l'episodio Special Relationship di Veep - Vicepresidente incompetente
  - David Crane e Jeffrey Klarik, per l'episodio 3x05 di Episodes
  - Liz Friedman e Jenji Kohan, per l'episodio Non ero pronta di Orange Is the New Black

#### Miglior sceneggiatura per un film, miniserie o speciale drammatico

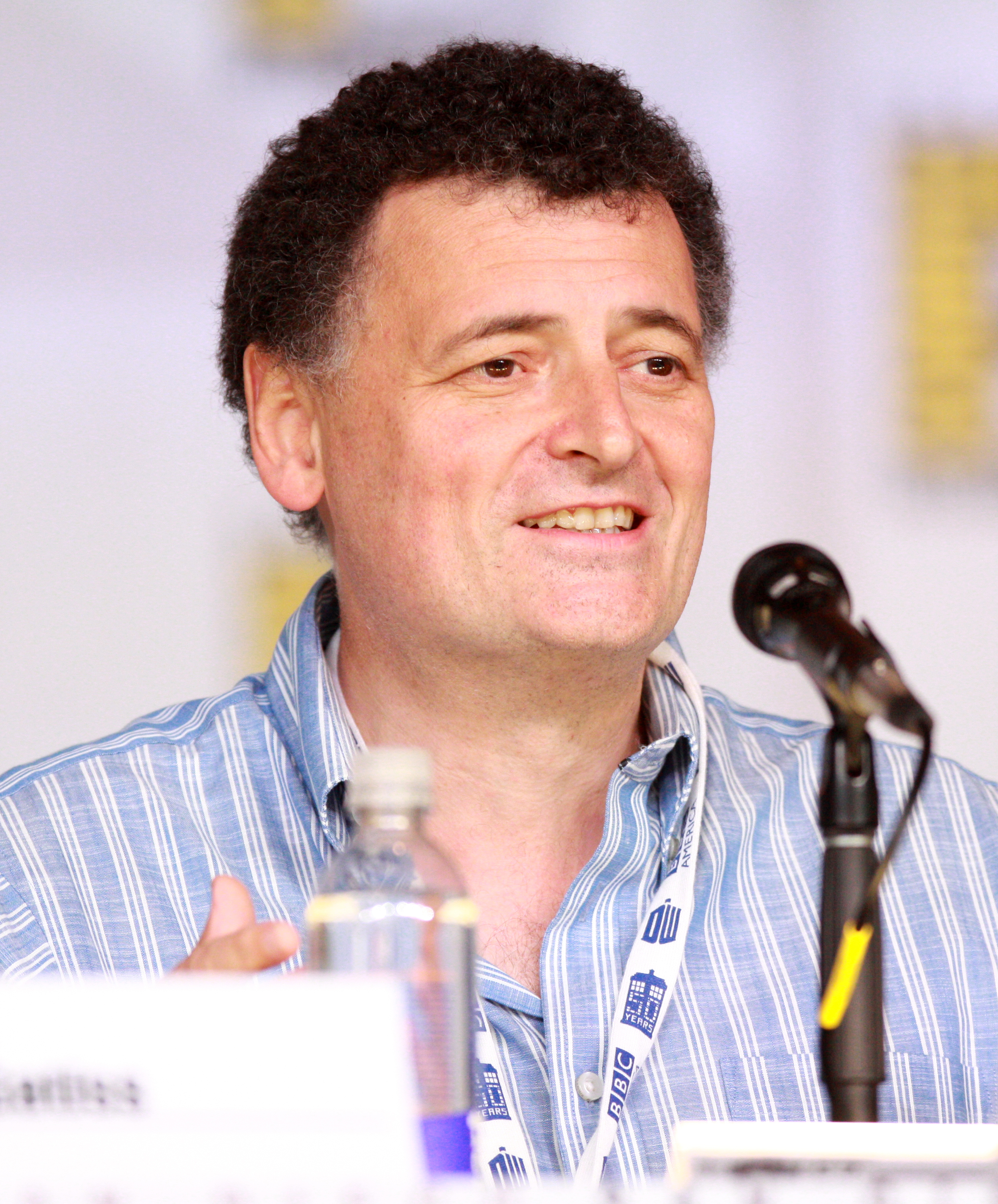
Steven Moffat, autore di Sherlock

- Steven Moffat, per Sherlock: L'ultimo giuramento
  - Neil Cross, per la terza stagione di Luther
  - Noah Hawley, per l'episodio The Crocodile's Dilemma di Fargo
  - Larry Kramer, per The Normal Heart
  - Ryan Murphy e Brad Falchuk, per l'episodio Le streghe di New Orleans di American Horror Story: Coven
  - David Simon e Eric Overmyer, per l'episodio ...To Miss New Orleans di Treme

#### Miglior sceneggiatura per uno speciale varietà
- Sarah Silverman, per Sarah Silverman: We Are Miracles
  - Barry Adelman, per la cerimonia dei Golden Globe 2014
  - Dave Boone, per la cerimonia dei Tony Award 2013
  - Billy Crystal, per Billy Crystal: 700 Sundays
  - Ken Ehrlich e David Wild, per The Beatles: The Night That Changed America

## News & Documentary Emmy Awards
La 35ª edizione della cerimonia di consegna dei premi Emmy per la programmazione giornalistica, d'informazione e di divulgazione si è tenuta a New York il 30 settembre 2014. Segue una lista dei principali premi assegnati:
- Miglior notizia in un telegiornale: Nightline - The War For Paradise
- Miglior notizia in un programma di attualità: 60 Minutes - Guantanamo and Gitmo
- Miglior documentario: Independent Lens - The Invisible War
- Miglior intervista: CBS This Morning/Charlie Rose on PBS - One-on-One with Assad
- Miglior programma naturalistico: Chasing Ice
- Miglior programma culturale: POV - Herman's House
- Miglior programma scientifico: NOVA - Manhunt - Boston Bombers
- Miglior giornalismo d'inchiesta: Independent Lens - The Invisible War
- Miglior programma informativo: HBO Documentary Films - The Crash Reel
- Miglior programma storico: The African Americans: Many Rivers to Cross with Henry Louis Gates, Jr.
- Miglior copertura dedicata di una notizia economica: Frontline - The Retirement Gamble
- Miglior copertura di un'ultim'ora in un telegiornale: NBC Nightly News with Brian Williams - Devastation in Oklahoma
- Miglior copertura continua di una notizia in un telegiornale: BBC World News America - Inside Syria's Deadly Conflict
- Miglior notizia tematica in un telegiornale: BBC World News America - Suffering in the Central African Republic
- Miglior giornalismo d'inchiesta in un telegiornale: Nightline - Raid in the Philippines
- Miglior notizia economica in un telegiornale: Nightline - Brian Ross Investigates: Billion Dollar Losers - China Fraud and U.S. Markets
- Miglior copertura di un'ultim'ora in un programma di attualità: 48 Hours - Caught
- Miglior copertura continua di una notizia in un programma di attualità: 60 Minutes - Imminent Danger e Need to Know - Dying to Get Back
- Miglior notizia tematica in un programma di attualità: 60 Minutes - Africa Mercy
- Miglior giornalismo d'inchiesta in un programma di attualità: Fault Lines - Haiti in a Time of Cholera
- Miglior notizia economica in un programma di attualità: 60 Minutes - China's Real Estate Bubble
- Miglior dibattito e analisi su una notizia: Face the Nation - 50th Anniversary of John F. Kennedy's Assassination
- Miglior copertura in diretta di un evento in corso: CBS News e NBC News Specials - Boston Marathon Bombings
- Miglior copertura di un evento in corso: Frontline - Syria Behind the Lines

## Sports Emmy Awards
La 35ª edizione della cerimonia di consegna dei premi Emmy per la programmazione sportiva si è tenuta a New York il 6 maggio 2014; segue la lista dei premi assegnati ai migliori programmi e personalità sportive.

### Programmi sportivi
- Miglior programma sportivo: Sunday Night Football, trasmesso dalla NBC
- Miglior evento sportivo live: The 109th World Series – Red Sox vs. Cardinals, trasmesso dalla Fox
- Miglior evento sportivo registrato: All Access – Mayweather vs. Canelo Epilogue, trasmesso da Showtime
- Miglior copertura durante i playoff: American League Championship Series – Red Sox vs. Tigers, trasmesso dalla Fox
- Miglior documentario sportivo: The Doctor, trasmesso da NBA TV
- Miglior programma documentaristico sportivo: 30 for 30, trasmesso da ESPN
- Miglior programma d'approfondimento settimanale: College Gameday – Football, trasmesso da ESPN e Inside the NBA on TNT, trasmesso da TNT
- Miglior programma d'approfondimento giornaliero: Inside The NBA on TNT: Playoffs , trasmesso da TNT
- Miglior antologia d'informazione sportiva: Real Sports with Bryant Gumbel, trasmessa da HBO
- Miglior giornalismo sportivo: E: 60 – Children of the Ring, trasmesso da ESPN
- Miglior lungometraggio: 60 Minutes Sports – Great Falls, trasmesso da Showtime
- Miglior corto: SportsCenter – Richie Parker: Drive, trasmesso da ESPN
- Miglior promo o sigla: Super Bowl XLVII – We Will Rock You Remix, trasmesso da CBS
- Miglior programma sportivo - categoria nuovi approcci: Sports Illustrated – A Boy Helps a Town Heal, trasmesso su SI.com
- Miglior copertura di un evento sportivo - categoria nuovi approcci: The 34th America's Cup – Official App
- Miglior programma di breve durata - categoria nuovi approcci: JFK: The Untold NFL History of That Day in Dallas e NFL UP!, trasmessi su NFL.com
- Miglior programma sportivo spagnolo: Nación ESPN e SportsCenter, trasmessi da ESPN Deportes
- Miglior copertura di un evento sportivo in spagnolo: Rumbo Al Mundial – Costa Rica vs. Mexico, trasmessa da Telemundo

### Personalità sportive
- Miglior presentatore in studio: Bob Costas
- Miglior commentatore tecnico in studio: Harold Reynolds e Tom Verducci
- Miglior telecronista sportivo: Mike Emrick
- Miglior commentatore tecnico di un evento sportivo: Cris Collinsworth
- Miglior reporter sportivo: Michele Tafoya
- Miglior personalità spagnola: Andres Cantor
- Lifetime Achievement Award: Ted Turner